# Nérac
Nérac település Franciaországban, Lot-et-Garonne megyében. Lakosainak száma 6937 fő (2022. január 1.). Nérac Feugarolles, Andiran, Barbaste, Calignac, Espiens, Fieux, Fréchou, Lasserre, Lavardac és Réaup-Lisse községekkel határos.

## Népesség
A település népességének változása:
| Lakosok száma | 7061 | 6828 | 7015 | 6885 | 7070 | 6969 | 6827 | 6837 | 6854 | 6937 |
|               | 1968 | 1982 | 1990 | 2006 | 2013 | 2015 | 2017 | 2019 | 2020 | 2022 |